# Kompensata (rachunkowość)
Kompensata w rachunkowości to sposób zniesienia wzajemnych rozrachunków pomiędzy podmiotami lub zniesienia różnic księgowych w księgach jednostki, w następujących formach:
1. Zgodnie z Kodeksem Cywilnym w rozrachunkach, gdy dwie osoby są jednocześnie względem siebie dłużnikami i wierzycielami, możliwe jest potrącenie własnej wierzytelności z wierzytelności drugiej strony, jeżeli przedmiotem obu wierzytelności są:
- pieniądze lub rzeczy tej samej jakości oznaczone tylko co do gatunku,
- obie wierzytelności są wymagalne i mogą być dochodzone przed sądem lub przed innym organem państwowym[1].

Nie mogą być kompensowane:
- wierzytelności nieulegające zajęciu;
- wierzytelności o dostarczenie środków utrzymania;
- wierzytelności wynikające z czynów niedozwolonych;
- wierzytelności, co do których potrącenie jest wyłączone przez przepisy szczególne.

Kompensatę inicjuje oświadczenie złożone drugiej stronie. W wyniku kompensaty obie wierzytelności umarzają się nawzajem do wysokości wierzytelności niższej.
Kompensaty zwykle dotyczą rozrachunków handlowych, mogą to być także potrącenia publicznoprawne.
Kompensaty mogą być:
- dwustronne (wzajemne),
- wielostronne, gdy są umową wielu podmiotów, a w jej ramach dochodzi do umownych relacji dwustronnych.

2. Podczas inwentaryzacji, gdy niedobory i nadwyżki inwentaryzacyjne:
- zostały stwierdzone w toku tego samego spisu z natury,
- powstały w wyniku niezawinionej pomyłki,
- dotyczą jednej osoby materialnie odpowiedzialnej,
- dotyczą tych samych lub podobnych składników majątkowych,

Można je skompensować o mniejszą ilość ze stwierdzonych różnic (nadwyżki lub niedoboru) oraz niższą z cen kompensowanych składników majątkowych.